# Bisdom Santiago de María
Het bisdom Santiago de María (Latijn: Dioecesis Sancti Iacobi de Maria) is een rooms-katholiek bisdom met als zetel Santiago de María, in El Salvador. Het bisdom is suffragaan aan het aartsbisdom San Salvador. 

## Geschiedenis
Het bisdom werd opgericht op 2 december 1954, uit delen van het bisdom San Miguel.

## Parochies
Het bisdom had in 2022 een oppervlakte van 2.868 km2 en telde 510.000 inwoners waarvan 64,7% rooms-katholiek was.

## Bisschoppen
- Francisco José Castro y Ramírez (15 november 1956 - 29 mei 1974)
- Oscar Arnulfo Romero y Galdamez (15 oktober 1974 - 3 februari 1977; heilig verklaard in 2018)
- Arturo Rivera Damas (19 september 1977 - 28 februari 1983)
- Rodrigo Orlando Cabrera Cuéllar (23 december 1983 - 4 januari 2016)
- William Ernesto Iraheta Rivera (4 januari 2016 - heden)

## Galerij van afbeeldingen

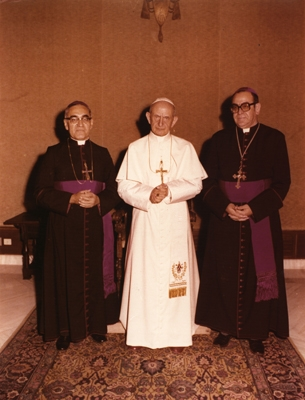
Bisschoppen Oscar Romero (links) en Arturo Rivera met paus Paulus VI in 1978